# Křídlatí
Křídlatí (Pterygota) je podtřída hmyzu, do níž patří naprostá většina dnes žijícího hmyzu. Na středohrudi a zadohrudi (tedy na druhém a třetím ze tří hrudních článků) mají po páru křídel. Pokud křídla nemají, je to způsobeno druhotně v důsledku způsobu života (např. parazité).
Dělí se na dvě infratřídy:
- starokřídlý hmyz (Paleoptera)
- novokřídlý hmyz (Neoptera).

Starokřídlý hmyz je vývojově starší a umí skládat křídla pouze kolmo nad tělem. Do této skupiny patří vážky, šídla, jepice a několik vyhynulých skupin. Všechny ostatní skupiny patří mezi novokřídlé, kteří umějí křídla skládat střechovitě na zadeček.

## Evoluce
Křídlatí zástupci hmyzu se objevili již ve starších prvohorách. V mladších prvohorách (asi před 300 miliony let) se pak vyvinuli největší zástupci této skupiny vůbec - jednalo se například o obří rody pravážek Meganeura a Meganeuropsis s rozpětím křídel až přes 70 cm.